# 库克湾

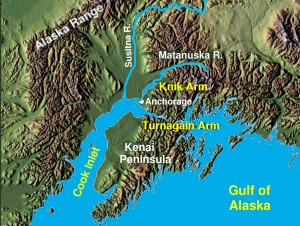
库克湾位於基奈半島以西

库克湾是从阿拉斯加湾伸延至阿拉斯加中南部安克雷奇的一个海湾，把基奈半岛（Kenai Peninsula）从阿拉斯加大陆分隔开，库克湾并在其北面分为克尼克湾（Knik Arm）和特纳甘湾（Turnagain Arm），包围安克雷奇。
库克湾的流域在阿拉斯加南部、阿留申山脉以东和阿拉斯加山脈以南覆盖约10万平方公里，克尼克河（Knik River）、小苏西特纳河（Little Susitna River）、苏西特纳河（Susitna River）和马塔努斯卡河（Matanuska River）均流入库克湾。在流域内有几个国家公园和四个历史上活跃的火山。
库克湾是通往安克雷奇和荷马等港口的航道。大约40万人居住在库克湾流域。

## 地理
該區域位於隱沒帶上，有若干活火山，包括奧古斯丁火山及里道特火山，為環太平洋火山帶的一部分。火山爆发常伴随地震和海啸发生。在1901年12月31日，该区发生了里氏震级7.1级由火山爆发引起的地震，触发了海啸。

## 历史

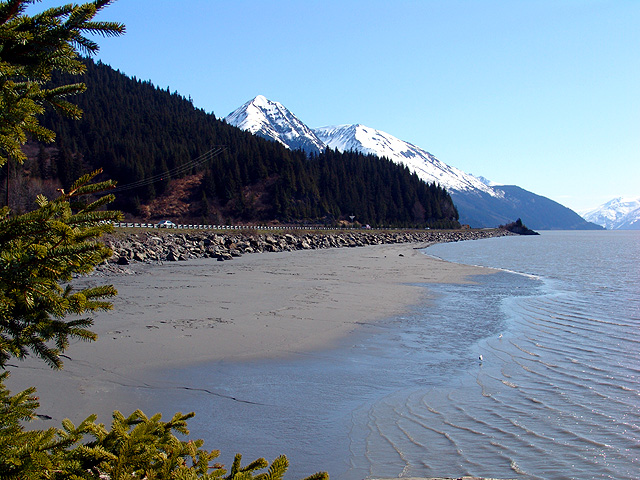
远处的特纳甘湾

1778年，詹姆斯·库克在寻找西北通道时到达该海湾。海湾在1794年由乔治·温哥华（George Vancouver）命名，而特纳甘湾则由威廉·布莱（William Bligh）命名。布莱是库克在第三次和最后一次寻找西北通道的航行的领航员。
在到达库克湾后，布莱认为克尼克湾和特纳甘湾只是河流的河口，而非西北通道的开端。库克遂派遣布莱沿克尼克湾航行，布莱很快便报告说克尼克湾只通往一条河流。
随后第二组人被派往探索特纳甘湾，但结果发现该海湾也只通往一河流，海湾因此得名（“Turn again”在英语中意为“再回首”）。早期的地图会把特纳甘湾标作特纳甘河。

## 资源

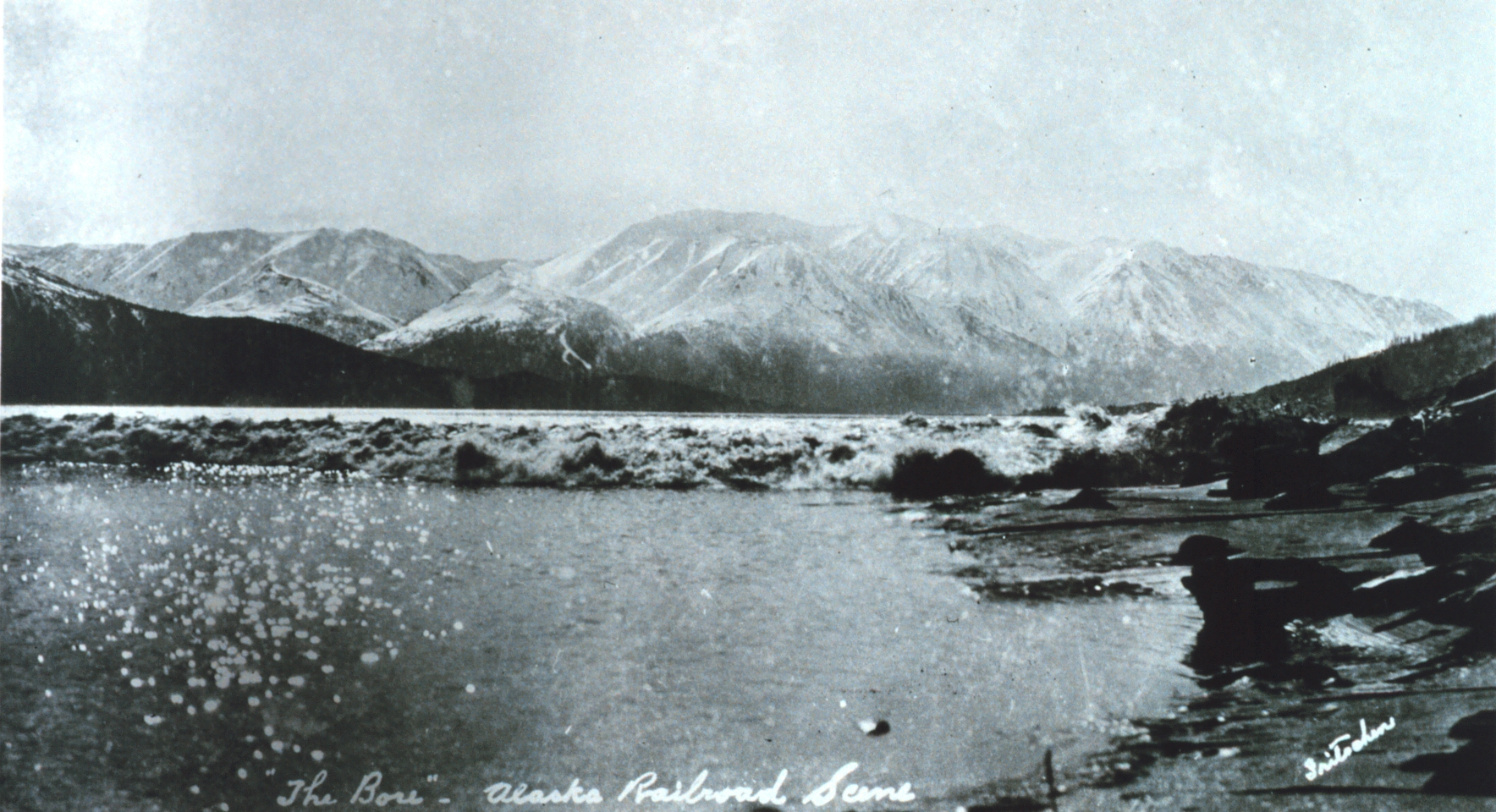
特纳甘湾的怒潮

库克湾流域酝藏著丰富的石油和天然气，在2005年该区有16个油井。库克湾附近还有管道运输石油和天然气，主要运往基奈生产液化天然气和作为生产商业化肥的燃料，以及运往安克雷奇作為住家用。
此外，特纳甘湾的怒潮也使其具有发展潮汐能的潜力。

## 保育
库克湾白鲸与其他白鯨有基因上的差异，在地理上也是被隔離的。由于猎捕，库克湾白鲸的数量下降至约400条。有见及此，在2000年，美国国家海洋渔业局把库克湾白鲸的数量列为“被耗尽”（depleted），并展开保育的计划。